# Бурже (езеро)
Бурже (на френски: Lac du Bourget) е езеро във Франция, разположено в департамента Савоа. Това е най-голямото и дълбоко езеро, което се намира изцяло на територията на Франция.
Езерото има ледников произход. Популярен туристически обект. Лятно време, температурата на водата достига 20-25 °С. По-големи населени места по бреговете му са Шамбери и Екс ле Бен. Езерото е защитен обект от Рамсарската конвенция.